# Noël Vandernotte
Étienne Noël Henri Vandernotte (Anglet, 25 de diciembre de 1923-Saint-Étienne-du-Grès, 18 de junio de 2020) fue un deportista francés que compitió en remo como timonel.
Participó en los Juegos Olímpicos de Berlín 1936, obteniendo dos medallas de bronce en las pruebas de dos con timonel y cuatro con timonel. Ganó dos medallas de plata en el Campeonato Europeo de Remo, en los años 1934 y 1935.

## Palmarés internacional
| Juegos Olímpicos   | Juegos Olímpicos  | Juegos Olímpicos  | Juegos Olímpicos   |
| Año                | Lugar             | Medalla           | Prueba             |
| ------------------ | ----------------- | ----------------- | ------------------ |
| 1936               | Berlín (Alemania) | Medalla de bronce | Dos con timonel    |
| 1936               | Berlín (Alemania) | Medalla de bronce | Cuatro con timonel |
| Campeonato Europeo |                   |                   |                    |
| Año                | Lugar             | Medalla           | Prueba             |
| 1934               | Lucerna (Suiza)   | Medalla de plata  | Cuatro con timonel |
| 1935               | Berlín (Alemania) | Medalla de plata  | Cuatro con timonel |